# Héroes de guardia
Héroes de guardia (en hangul, 중증외상센터; en hanja, 重症外傷센터; romanización revisada, Jungjeungoesangsenteo; literalmente, «Centro de traumatología mayor») es una serie de televisión web surcoreana escrita por Choi Tae-kang, dirigida por Lee Do-yoon, y protagonizada por Ju Ji-hoon, Choo Young-woo, Yoon Kyung-ho, Ha Young y Jung Jae-kwang. Se estrenó en la plataforma Netflix el 24 de enero de 2025.

## Sinopsis
El centro de traumatismos graves es una espina clavada en el hospital universitario Hankuk, donde el déficit y el abandono se acumulan. Un médico veterano de guerra llega al hospital y asume el cargo de profesor de cirugía traumatológica; con métodos poco ortodoxos pero eficaces y con sus asombrosas habilidades, logra llevar el que hasta entonces era un mediocre y descuidado centro de traumatología al nivel de excelencia.

## Reparto

### Principal
- Ju Ji-hoon como Baek Gang-hyeok, un brillante cirujano traumatólogo, rebosante de confianza y profesor primerizo, que es el director del centro de traumatología.[1][2]

- Choo Young-woo como Yang Jae-won, un joven que se convierte en el primer discípulo de Gang-hyeok. Es inteligente y pacifista y no sabe mentir. También es un estudiante destacado durante todo el semestre en la facultad de medicina y el único hijo de una familia de médicos de tercera generación.[3][4][5][6]
- Yoon Kyung-ho como Han Yoo-rim, el jefe de cirugía general, un proctólogo y profesor que observa de cerca a Gang-hyeok después de perder a su discípulo Jae-won. Es una persona con grandes ambiciones de ascenso y éxito, y discute con Baek Kang-hyuk por todo.[1][7]
- Ha Young como Cheon Jang-mi, enfermera responsable del equipo del centro de traumatología con cinco años de experiencia.[1][8][9]
- Jung Jae-kwang como Park Kyung-won, un médico residente que se enfrenta a cirugías difíciles en el departamento de anestesiología justo antes de su examen de especialista.[1]

### Secundario

#### Hospital Universitario Hankuk
- Kim Eui-sung como Choi Jo-eun, director del hospital.[10][11]
- Kim Won-hae como Hong Jae-hun, director de planificación y coordinación del hospital.[12]
- Park Ye-ni como Agnes Song, una enfermera inexperta que pasa de urgencias a traumatología.
- Kim Yun-jeong como Hong Yun-jeong.
- Jang Seong-yoon como la enfermera Kim.[13][14]

- Lee Jung-in como Joo Hyung-wook, miembro del Departamento Hepatobiliar y Pancreático, compañero de Yang Jae-won con el que ha compartido momentos difíciles desde que eran residentes; es la primera fuente para conocer las novedades dentro del hospital.[15]
- Kim Byeong-cheol como Im Min-ho.
- Kim Chung-gil como Hwang Seon-u, médico anestesiólogo poco adicto al trabajo.

#### Otros
- Kim Sun-young como Kang Myeong-hee, la ministra de Sanidad y Bienestar.[12]
- Hong Woo-jin como An Jung-heon, jefe del equipo de rescate aéreo de emergencias.
- Park Jeong-yoon como Han Ji-young.
- Lee Se-ho como Lee Hyeon-jong.
- Sean Richard Dulake como Walter.
- Lee Geun-hoo como piloto del helicóptero de rescate.
- Kim Seo-joon como copiloto del helicóptero de rescate.

### Apariciones especiales
- Kim Jae-won como Seo Dong-ju, un médico militar en Sudán del Sur (ep. 7-8).

## Producción
La serie está escrita por Choi Tae-kang (Adamas, 2022), dirigida por Lee Do-yoon (Confession, 2014) y producida por Studio N y Mays Entertainment. Está basada en la novela web Trauma Center: Golden Hour, de Lee Nak-jun, un médico otorrinolaringólogo en ejercicio, que firma sus creaciones literarias como Lee Han-san. La novela se publicó por entregas en el servicio Naver Webtoon en 2019. Lee firmó en 2020 un contrato por la cesión de los derechos de su novela para una serie, pero en febrero de 2022 no tenía aún noticias de que fuera a producirse realmente.
En septiembre de 2022, sin embargo, se publicaron las primeras informaciones sobre la producción, y también sobre el nombre del actor que se estaba evaluando para el personaje principal, Joo Ji-hoon. El 3 de enero de 2023 se confirmó su participación. En abril del mismo año la agencia de Choo Young-woo anunció que había recibido una oferta para actuar en la serie y la estaba considerando. A mediados de junio Netflix confirmó la producción y anunció los nombres de los cinco protagonistas de su primera serie de drama médico surcoreano. Para Joo Ji-hoon es ya su segundo papel en este género, tras Medical Top Team (MBC, 2013).
El rodaje concluyó entre noviembre y diciembre de 2023. El estreno de la serie estaba previsto para la segunda mitad de 2024, pero sufrió un ligero retraso. La huelga de personal médico que se prolongó por varias semanas desde febrero de 2024 pudo ser la causa de dicho retraso, tal como sucedió con otra serie de tema médico, Wise Resident Life: su estreno en tvN estaba previsto para marzo, pero se fue aplazando a otras fechas de 2024 y finalmente se hizo con carácter indefinido. La causa directa era el estado de opinión negativo entre los potenciales espectadores hacia la clase médica, por los perjuicios causados a los usuarios del sistema sanitario con dicha huelga.
El 20 de diciembre de 2024 Netflix anunció como fecha del estreno el 24 de enero de 2025. El 7 de enero de 2025 Netflix lanzó un cartel y un avance de la serie. En los días sucesivos distribuyó también algunos fotogramas de los personajes.

## Recepción
La serie alcanzó el éxito tanto en su país como fuera de él. Según Netflix, fue el programa de televisión en idioma no inglés número uno en la última semana de enero de 2025. Estuvo entre los diez mejores programas no ingleses de Netflix en veintiséis países en la semana de su debut, acumulando 32,6 millones de horas. También alcanzó el número uno en Corea del Sur , ubicándose por delante de éxitos como la temporada 4 de Single's Inferno, Exploradora del amor y la segunda temporada de El juego del calamar. El éxito obtenido dio pie a especulaciones sobre una posible segunda temporada. Al propio director Lee Do-yoon se le preguntó al respecto a principios de febrero pero no dio ninguna certeza, aunque se mostró disponible, al igual que los protagonistas.

### Crítica
Para Isadora Wandermurem (Time), la serie «es una declaración contundente sobre cómo, a veces, las preocupaciones financieras pueden poner en peligro la capacidad de tratar con éxito a los pacientes. A medida que el Dr. Baek salva más vidas y fortalece el Centro de Trauma, los costos aumentan [...] El programa nos recuerda que, sin una inversión adecuada en infraestructura sanitaria, incluso los equipos médicos más capacitados pueden verse obstaculizados en sus esfuerzos por salvar vidas».
Hardika Gupta (NDTV) escribe sobre Héroes de guardia: «La interpretación de Ju Ji-hoon como el Dr. Baek es fascinante. Encarna la arrogancia y la brillantez del personaje con convicción, pero también le da profundidad a sus luchas interna. Es fácil ver cómo Baek podría ser visto como un "héroe" en su campo, pero la interpretación matizada de Ju lo convierte en un personaje multidimensional con defectos y vulnerabilidades reales. Visualmente, The Trauma Code es excelente. Las escenas quirúrgicas son rápidas e intensas, acentuadas por la cuidadosa atención a los detalles de la serie. La gran importancia se ve amplificada por la precisa fotografía del director Lee Do-yoon, que contrasta momentos de caos con escenas más tranquilas e íntimas de desarrollo de los personajes. El ritmo de la serie es rápido y cada episodio se basa en el anterior para crear una experiencia casi cinematográfica que nunca parece apresurada, a pesar de su duración de ocho episodios. La serie también cuenta con una banda sonora bien seleccionada que realza el tono emocional sin opacar las imágenes».

## Premios y nominaciones
| Año  | Premios                     | Categoría                 | Candidato         | Resultado | Ref.          |
| ---- | --------------------------- | ------------------------- | ----------------- | --------- | ------------- |
| 2025 | 61.os Premios Baeksang Arts | Mejor serie de televisión | Héroes de guardia | Pendiente | [ 27 ] [ 28 ] |
| 2025 | 61.os Premios Baeksang Arts | Mejor director            | Lee Do-yoon       | Pendiente | [ 27 ] [ 28 ] |
| 2025 | 61.os Premios Baeksang Arts | Mejor actor               | Ju Ji-hoon        | Pendiente | [ 27 ] [ 28 ] |
| 2025 | 61.os Premios Baeksang Arts | Mejor actor de reparto    | Yoon Kyung-ho     | Pendiente | [ 27 ] [ 28 ] |
| 2025 | 61.os Premios Baeksang Arts | Mejor actriz revelación   | Ha Young          | Pendiente | [ 27 ] [ 28 ] |